# Светско првенство у атлетици на отвореном 2015 — троскок за мушкарце
Такмичење у троскоку у мушкој конкуренцији на Светском првенству у атлетици 2015. у Пекингу одржано је 26. и 27. августа на Националном стадиону.
Титулу светског првака из Москве 2013.  није бранио Теди Тамго из Француске.

## Кратки увод
Резултати митинга Дијамантске лиге у Дохи наговестили су да ће ово бити узбудљива година у троскоку. Кубанац Педро Пабло Пичардо скочио је 18,06 м, што је значило да су само двојица постигла боље резултате од њега у историји ове дисциплине. На истом митингу олимпијски победник, Кристијан Тејлор, био је само 2 цм краћи, чиме се на вечној листи изједначио с актуелним светским прваком, Тедијем Тамгом, који је исто учествовао на овом митингу, вративши се након једногодишње суспензије због пропуштања више допинг-тестова и завршивши на 3. месту. Две седмице касније Пичардо је на домаћем терену у Хавани поправио најбољи светски резултат сезоне на 18,08, а почетком јула Тејлор се такође поправио за 2 цм, победивши притом Пичарда на митингу Атлетисима у Лозани.  Било је предодређено да се на Светском првенству разријеши овај дуел. Тамго није дошао да брани титулу у Пекингу.

## Коментар такмичења
У квалификацијама је само Маријан Опреа успео прескочити задату норму у 1. покушају. Тејлору су за то била потребна 2, а Пичарду 3 скока. У финалу је Пичардо је повео после 1. серије са 17,52 м. Тејлор је у другој скочио 17,49, а у трећој су оба скочила 17,60. Тејлор је преузео вођство у четвртој са 17,68, а  Крадок се пробио на 3. место са 17,37.
Коначни пласман одређен је у последњој серији. Прво је Евора преузео 3. место од Крадока са 17,52. Затим је Тејлор скочио чак 18,21, што је други резултат свих времена. Посљедњи је скакао Пичардо, који је поправио дужину на 17,73, али не и пласман. Тејлор је оборио и северноамерички рекорд, који је од Летњих олимпијских игара 1996.
држао  Кени Харисон са 18,09.

## Земље учеснице
Учествовало је 28 троскокаша из 20 земаља.
1. Бахаме 2
2. Бразил 1
3. Бугарска 2
4. Буркина Фасо 1
5. Кина 3
6. Куба 1
7. Доминика 1
8. Француска 1
9. Хаити 1
10. Казахстан 1
11. Јужна Кореја 1
12. Малезија 1
13. Маурицијус 1
14. Нигерија 1
15. Португалија 1
16. Румунија 1
17. Русија  2
18. Јужноафричка Република 1
19. Шпанија 1
20. САД 4

## Освајачи медаља
|                      |                          |                          |
| Кристијан Тејлор САД | Педро Пабло Пичардо Куба | Нелсон Евора Португалија |

## Рекорди
Стање 25. августа 2015. 
| Рекорди пре почетка Светског првенства 2015. | Рекорди пре почетка Светског првенства 2015. | Рекорди пре почетка Светског првенства 2015. | Рекорди пре почетка Светског првенства 2015. | Рекорди пре почетка Светског првенства 2015. |                   |
| -------------------------------------------- | -------------------------------------------- | -------------------------------------------- | -------------------------------------------- | -------------------------------------------- | ----------------- |
| Светски рекорд                               | Џонатан Едвардс                              | Уједињено Краљевство                         | 18,29                                        | Гетеборг, Шведска                            | 7. август 1995.   |
| Рекорд светских првенстава                   | Џонатан Едвардс                              | Уједињено Краљевство                         | 18,29                                        | Гетеборг, Шведска                            | 7. август 1995.   |
| Најбољи резултат сезоне                      | Педро Пабло Пичардо                          | Куба                                         | 18,08                                        | Хавана, Куба                                 | 28. мај 2015.     |
| Афрички рекорд                               | Тарик Бужутеаиб                              | Мароко                                       | 17,37                                        | Кемисет, Мароко                              | 14. јул 2007.     |
| Азијски рекорд                               | Ли Јанси                                     | Кина                                         | 17,59                                        | Чинан, Кина                                  | 26. октобар 2009. |
| Северноамерички рекорд                       | Кени Харисон                                 | САД                                          | 18,09                                        | Атланта, САД                                 | 27. јул 1996.     |
| Јужноамерички рекорд                         | Жадел Грегорио                               | Бразил                                       | 17,90                                        | Белем, Бразил                                | 20. мај 2007.     |
| Европски рекорд                              | Џонатан Едвардс                              | Уједињено Краљевство                         | 18,29                                        | Гетеборг, Шведска                            | 7. август 1995.   |
| Океанијски рекорд                            | Кен Лоравеј                                  | Аустралија                                   | 17,46                                        | Лондон, УК                                   | 7. август 1982.   |
| Рекорди после Светског првенства 2015.       |                                              |                                              |                                              |                                              |                   |
| Најбољи резултат сезоне                      | Кристијан Тејлор                             | САД                                          | 18,21                                        | Пекинг, Кина                                 | 26. август 2015.  |
| Северноамерички рекорд                       | Кристијан Тејлор                             | САД                                          | 18,21                                        | Пекинг, Кина                                 | 26. август 2015.  |

### Најбољи резултати у 2015. години
Десет најбољих атлетичара сезоне у троскоку пре првенства (27. августа 2015), имали су следећи пласман.
| 1.  | Педро Пабло Пичардо | Куба        | 18,08 | 28. мај |
| 2.  | Кристијан Тејлор    | САД         | 18,06 | 15. мај |
| 3.  | Омар Крадок         | САД         | 17,47 | 30. јун |
| 4.  | Маркиз Денди        | САД         | 17,50 | 12. јун |
| 5.  | Вил Клеј            | САД         | 17,48 | 28. јун |
| 6.  | Алексеј Федоров     | Русија      | 17,42 | 29. мај |
| 7.  | Дмитриј Сорокин     | Русија      | 17,29 | 9. јун  |
| 8.  | Теди Тамго          | Француска   | 17,24 | 15. мај |
| 8.  | Нелсон Евора        | Португалија | 17,24 | 9. јул  |
| 10. | Дмитриј Чижиков     | Русија      | 17,20 | 17. јун |

Такмичари чија су имена подебљана учествују на СП 2013.

## Квалификациона норма
| Норма |
| ----- |
| 16,90 |

## Сатница
| Датум           | Време | Коло          |
| --------------- | ----- | ------------- |
| 24. август 2015 | 9:30  | Квалификације |
| 26. август 2015 | 18:30 | Финале        |

Сва времена су по локалном времену (UTC+8)

## Резултати

### Квалификације
У квалификацијама 28 такмичара подељено је у две једнаке групегрупе. Квалификациона норма за финале износила је 17,00 метара (КВ), коју је прескочило 5 такмичара, а осталих 7 у финале пласирало се  према постигнутом резултату (кв),,.
| Поз. | Група | Атлетичар            | Земља                  | ЛР     | ЛРС    | 1     | 2     | 3     | Резултат | Нап.    |
| ---- | ----- | -------------------- | ---------------------- | ------ | ------ | ----- | ----- | ----- | -------- | ------- |
| 1.   | А     | Педро Пабло Пичардо  | Куба                   | 18,08  | 18,08  | 16,94 | х     | 17,43 | 17,43    | КВ      |
| 2.   | Б     | Кристијан Тејлор     | САД                    | 18,06  | 18,06  | 16,77 | 17,28 |       | 17,28    | КВ      |
| 3.   | A     | Маријан Опреа        | Румунија               | 17,81  | 17,02  | 17,07 |       |       | 17,07    | КВ, ЛРС |
| 4.   | A     | Омар Крадок          | САД                    | 17,57  | 17,50  | 16,69 | 17,01 |       | 17,01    | КВ      |
| 5.   | Б     | Нелсон Евора         | Португалија            | 17,70  | 17,24  | х     | 16,68 | 17,01 | 17,01    | КВ      |
| 6.,  | A     | Дмитриј Сорокин      | Русија                 | 17,24  | 17,24  | 16.99 | х     | –     | 16,99    | кв      |
| 7.   | Б     | Љукман Адамс         | Русија                 | 17,53  | 17,34  | х     | 16,85 | 16,50 | 16,85    | кв      |
| 8.   | Б     | Бемжамин Кампаоре    | Француска              | 17,48  | 17,01  | х     | х     | 16,82 | 16,82    | кв      |
| 9.   | A     | Џонатан Драк         | Маурицијус             | 16,96  | 16,96  | 16,79 | 13,28 | х     | 16,79    | кв      |
| 10.  | Б     | Годфри Хотсо Мокоена | Јужноафричка Република | 17,35  | 16,85  | 16,78 | х     | 16,78 | 16,78    | кв      |
| 11.  | A     | Тосин Оке            | Нигерија               | 17,23  | 16,98  | х     | 14,70 | 16,74 | 16,74    | кв      |
| 12.  | Б     | Ливан Сандс          | Бахаме                 | 17,59  | 16,99  | 16,60 | 16,69 | 16,73 | 16,73    | кв      |
| 13.  | Б     | Маркиз Денди         | САД                    | 17,50  | 17,50  | 14,36 | 16,73 | 16,32 | 16,73    |         |
| 14.  | A     | Ким Ток-Хјон         | Јужна Кореја           | 17,10  | 17,00  | 16,7  | 16,57 | 16,72 | 16,72    |         |
| 15.  | A     | Цао Шуо              | Кина                   | 17,35  | 16,77  | 16,66 | 16,66 | 16,51 | 16,66    |         |
| 16.  | A     | Георги Цонов         | Бугарска               | 17,03  | 17,03  | х     | х     | 16,59 | 16,59    |         |
| 17.  | Б     | Румен Давивов        | Бугарска               | 16,87  | 16,87  | х     | 16,53 | 16,19 | 16,53    |         |
| 18.  | Б     | Донг Бин             | Кина                   | 17,38  | 17,12  | 16,44 | х     | х     | 16,44    |         |
| 19.  | A     | Вил Клеј             | САД                    | 17,75  | 17,48  | х     | 15,73 | 16,41 | 16,41    |         |
| 20.  | Б     | Пабло Торихос        | Шпанија                | 17,04д | 17,04д | 15,85 | 15,73 | 16,32 | 16,32    |         |
| 21.  | Б     | Јорданис Дуранона    | Доминика               | 17,20  |        | х     | 16,12 | 16,27 | 16,27    |         |
| 22.  | A     | Самир Лејн           | Хаити                  | 17,39  | 16,43  | 16,23 | 16,15 | 16,12 | 16,23    |         |
| 23.  | A     | Latario Collie-Minns | Бахаме                 | 17,18  | 17,18  | 16,10 | х     | 16,21 | 16,21    |         |
| 24.  | A     | Сју Сјаолунг         | Кина                   | 16,93  | 16,93  | 15,97 | 16,19 | х     | 16,19    |         |
| 25.  | Б     | Роман Валијев        | Казахстан              | 17,20  | 17,00  | х     | х     | 16,04 | 16,04    |         |
| 26.  | A     | Жеан-Касимиро Роза   | Бразил                 | 16,80  | 16,80  | 15,97 | х     | 15,75 | 15,97    |         |
| 27.  | Б     | Muhd Hakimi Ismail   | Малезија               |        |        | 15,72 | 15,93 | х     | 15,93    |         |
| -    | Б     | Иг Фабрис Занго      | Буркина Фасо           | 16,76  | 16,76  | х     | х     |       | БП       |         |

Подебљани лични рекорди су и национални рекорди земље коју такмичар представља

### Финале
,
| Пласман | Такмичар             | Земља                  | #1    | #2    | #3    | #4    | #5    | #6    | Резултат | Белешке  |
| ------- | -------------------- | ---------------------- | ----- | ----- | ----- | ----- | ----- | ----- | -------- | -------- |
|         | Кристијан Тејлор     | САД                    | 16,85 | 17,49 | 17,60 | 17,68 | 17,22 | 18,21 | 18,21    | СРС, САР |
|         | Педро Пабло Пичардо  | Куба                   | 17,52 | 17,44 | 17,60 | 17,33 | 17,52 | 17,73 | 17,73    |          |
|         | Нелсон Евора         | Португалија            | 17,28 | х     | 17,29 | х     | х     | 17,52 | 17,52    | ЛРС      |
| 4.      | Омар Крадок          | САД                    | 17,14 | 17,08 | х     | 17,14 | 17,37 | 16,50 | 17,37    |          |
| 5.      | Љукман Адамс         | Русија                 | х     | 17,12 | 17,28 | х     | 17,21 | 17,23 | 17,28    |          |
| 6.      | Маријан Опреа        | Румунија               | 17,06 | 16,23 | –     | –     | –     | х     | 17,06    |          |
| 7.      | Дмитриј Сорокин      | Русија                 | 16,99 | 16,38 | х     | х     | х     | х     | 16,99    |          |
| 8.      | Тосин Оке            | Нигерија               | 16,77 | х     | 16,81 | х     | х     | х     | 16,81    |          |
| 9.      | Годфри Хотсо Мокоена | Јужноафричка Република | 16,57 | 16,76 | 16,81 |       |       |       | 16,81    |          |
| 10.     | Ливан Сандс          | Бахаме                 | 16,68 | х     | 16,47 |       |       |       | 16,68    |          |
| 11.     | Џонатан Драк         | Маурицијус             | х     | 16,15 | 16,64 |       |       |       | 16,64    |          |
| 12.     | Бемжамин Кампаоре    | Француска              | х     | х     | 16,63 |       |       |       | 16,63    |          |